# Jean-Guy Wallemme
Jean-Guy Wallemme (Maubeuge, 10 agosto 1967) è un allenatore di calcio ed ex calciatore francese, di ruolo difensore, tecnico del Fréjus St-Raphaël.

## Biografia
Sposatosi con Laurence nell'ottobre del 1994, ha avuto due figli: Thomas (nato nel 1990) e Clara (nata nel 1995).

## Carriera

### Calciatore
Cresciuto nelle giovanili del Lens, entra in prima squadra nel 1987. Rimane al Lens fino al 1998, vincendo una coppa di lega e un titolo francese. Vive una breve esperienza in Premier League prima di fare ritorno in Francia, dove gioca per Sochaux e Saint-Étienne prima di terminare la carriera da dove l'aveva iniziata, nel Lens.
Con i giallo-rossi scende in campo in 410 incontri di Ligue 1, oltre alle 39 presenze collezionate con la squadra riserve. Vanta 6 partite di Coppa UEFA.

### Allenatore
Tra il gennaio e il giugno del 2001 fa un'esperienza da allenatore-giocatore nel Saint-Étienne. In seguito allena Racing Paris, Rouen, Renain, Roye e Paris FC, andando ad allenare il Lens tra il 2008 e il 2010. Nel periodo 2011-2012 allena la Nazionale congolese prima di passare alla guida dell'Auxerre nel 2012, in Ligue 2: dopo dieci partite viene esonerato dall'incarico. Nel 2013 viene chiamato ad allenare il Royal White Star Bruxelles.

## Palmarès

### Calciatore
- Campionato francese: 1

Lens: 1997-1998
- Coupe de la Ligue: 1

Lens: 1998-1999

### Allenatore
- Ligue 2: 1

Lens: 2008-2009